# Minice (Velemyšleves)
Minice je malá vesnice, část obce Velemyšleves v okrese Louny. Nachází se asi 1 km na jihovýchod od Velemyšlevsi. V roce 2011 zde trvale žilo 11 obyvatel.
Minice je také název katastrálního území o rozloze 3,39 km². V katastrálním území Minice leží i Průmyslová zóna Triangle.

## Historie
Název obce pochází z vlastního jména Mína. Nejstarší písemná zmínka o vsi pochází z roku 1281, kdy se jako jeden z jejich majitelů uvádí Vlk z Minic.. Rytíři z Minic, kteří měli ve znaku zlaté kolo na červeném štítu, vlastnili Minice po ještě po celé 15. století. V té době zde již stál farní kostel svatého Martina. Miničtí sídlili na tvrzi, která je v písemných pramenech doložena poprvé v roce 1437, ačkoliv nepochybně existovala již dříve. Stávala v prostoru bývalého hospodářského dvora. Až do třicetileté války se v držbě Minic vystřídalo několik šlechtických rodů. V roce 1617 koupil vesnici Arnošt Schön ze Schönau. Schönové bydleli v minické tvrzi až do roku 1660, kdy vesnici prodali Michalu Osvaldu Thunovi, který ji spojil se svým panstvím Pětipsy. Jako součást thunovského panství Klášterec zůstaly Minice až do roku 1849.

Stav Minic krátce po třicetileté válce je zachycen ve dvou pramenech: soupisu poddaných podle víry z roku 1651 a berní ruly z roku 1654. Uvádí se zde 14 usedlostí, z toho 3 selské a 11 chalupnických. Opuštěné byly pouze čtyři chalupnické. Kromě dětí do 10 let, které nebyly zapsány, bydlelo v Minicích 64 osob včetně rodiny majitele a jeho 12 služebných. Všechna jména obyvatel jsou německá.

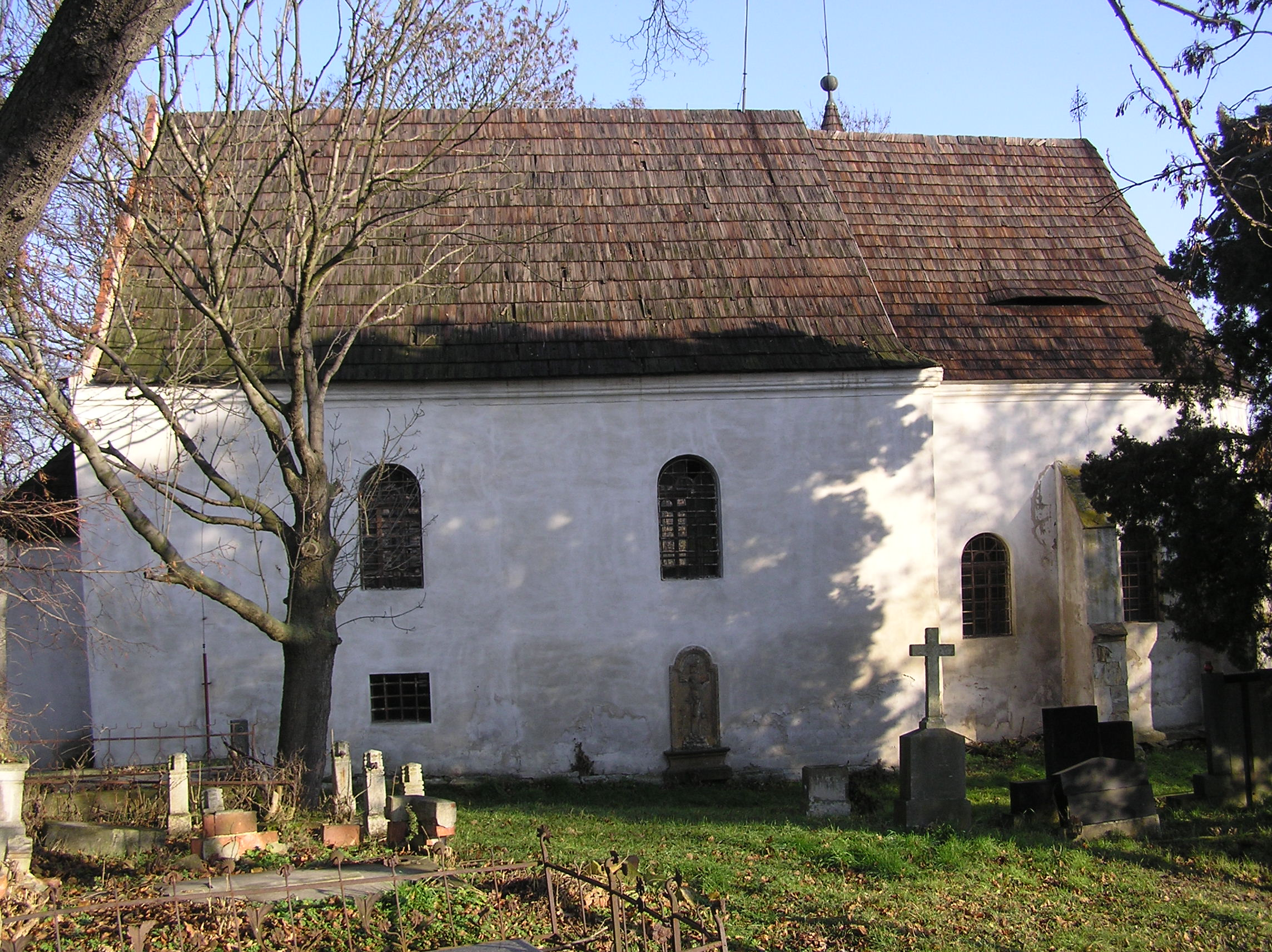
Jižní fasáda kostela sv. Martina

V roce 1710 obnovili Thunové minickou farnost v podobě, jak existovala do třicetileté války. Farní obvod kromě Minic tvořily ještě Truzenice a Velemyšleves. Zároveň byla při faře zřízena škola, písemně doložená roku 1713. Děti z těchto vsí chodili do minické školy až do roku 1898, kdy byla postavena škola ve Velemyšlevsi. Stav Minic v roce 1721 zachycuje dochovaný urbář. K vrchnostenskému hospodářskému dvoru patřilo 145 ha orné půdy, velká chmelnice a ovocná zahrada. Stále existoval zámeček, u něhož byl rybník. Vrchnost provozovala ve vsi mlýn, kovárnu a hospodu. Místní pivovar byl ale zrušen již v roce 1696. Počet statků se oproti polovině 17. století rozrostl o tři. Velké škody obci přinesla povodeň Chomutovky roku 1766. Zcela zničen byl hospodářský dvůr včetně zámku a mnoho usedlostí. V roce 1828 žilo v obci v 51 domech 203 obyvatel. Dominikál se rozkládal na 170 ha, rustikál na 143 ha. Na začátku 20. století byl ve vsi mlýn, kovárna a cihelna, z řemeslníků zde působili pekař, krejčí, truhlář, 6 zedníků, 7 tesařů, 2 ševci, 2 obchodníci s ovocem a zeleninou, obyvatele zásoboval koloniál. Žilo zde 240 obyvatel, většina z toho Němců.

Minice leží v žatecké chmelařské oblasti, chmel se zde prokazatelně pěstoval již v 17. století. Ve 2. polovině 19. století prožívalo chmelařství v oblasti konjunkturu. V roce 1889 pěstovalo v Minicích registrovaný, tzv. okresní žatecký chmel 19 sedláků. Nejstarším spolkem ve vsi bylo zemědělské kasino, vzdělávací spolek založený roku 1887. Spolek dobrovolných hasičů vznikl roku 1907.

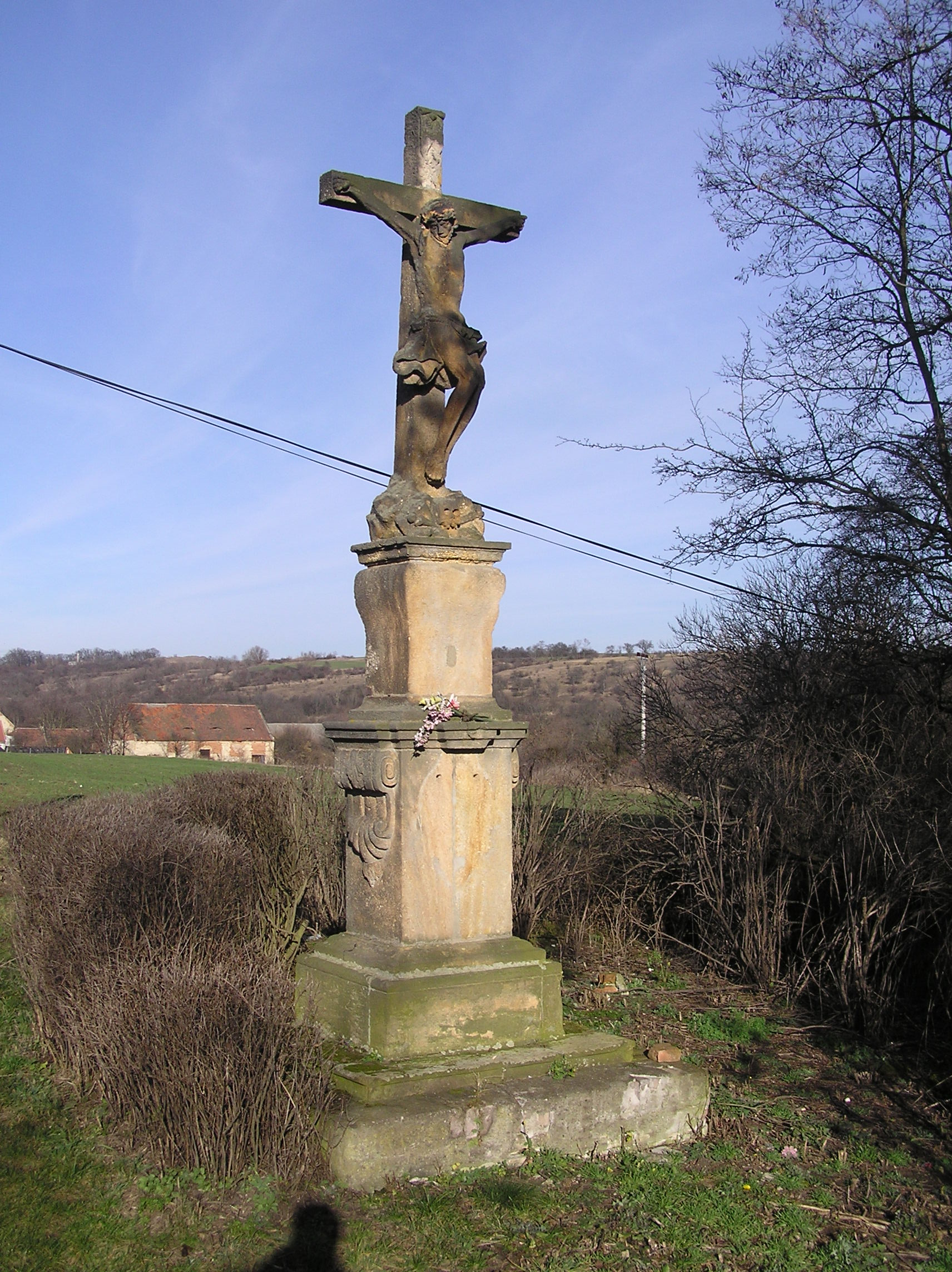
Kříž u kostela

Češi přišli do Minic opět až za první republiky v souvislosti s pozemkovou reformou, kdy byl rozparcelován thunovský statek. V roce 1930 se k německé národnosti hlásilo 179 obyvatel, k české 36. Po druhé světové válce bylo veškeré německé obyvatelstvo odsunuto a nahrazeno volyňskými Čechy a osídlenci z vnitrozemí. V letech 1849–1960 tvořily Minice samostatnou správní jednotku s vlastním obecním úřadem, později místním národním výborem. Od roku 1960 až do současnosti spadají Minice pod Velemyšleves.

## Urbanistický vývoj
Pro vznik a urbanismus Minic bylo rozhodující, že ležely na cestě, spojující královská města Žatec a Most. Původní středověká vesnice se rozkládala na pravém břehu Chomutovky, která se ve středověku nazývala Úzká. Osu jejího jádra tvořila zmíněná cesta, procházející vesnicí od jihozápadu k severovýchodu. Po obou stranách cesty ležely zemědělské usedlosti, jednalo se o takzvanou ulicovku. Na jihozápadě tvořil hranici vesnice kostel sv. Martina, na severovýchodě pak hospodářský dvůr s panským sídlem, které se rozprostíraly na opačném břehu říčky. Severovýchodní hranici dvora tvořil již zaniklý mlýnský náhon, který tvořil, spolu s Chomutovkou, opevnění tvrze. Někdy po polovině 17. století začala vznikat zástavba i na severovýchodním břehu říčky.

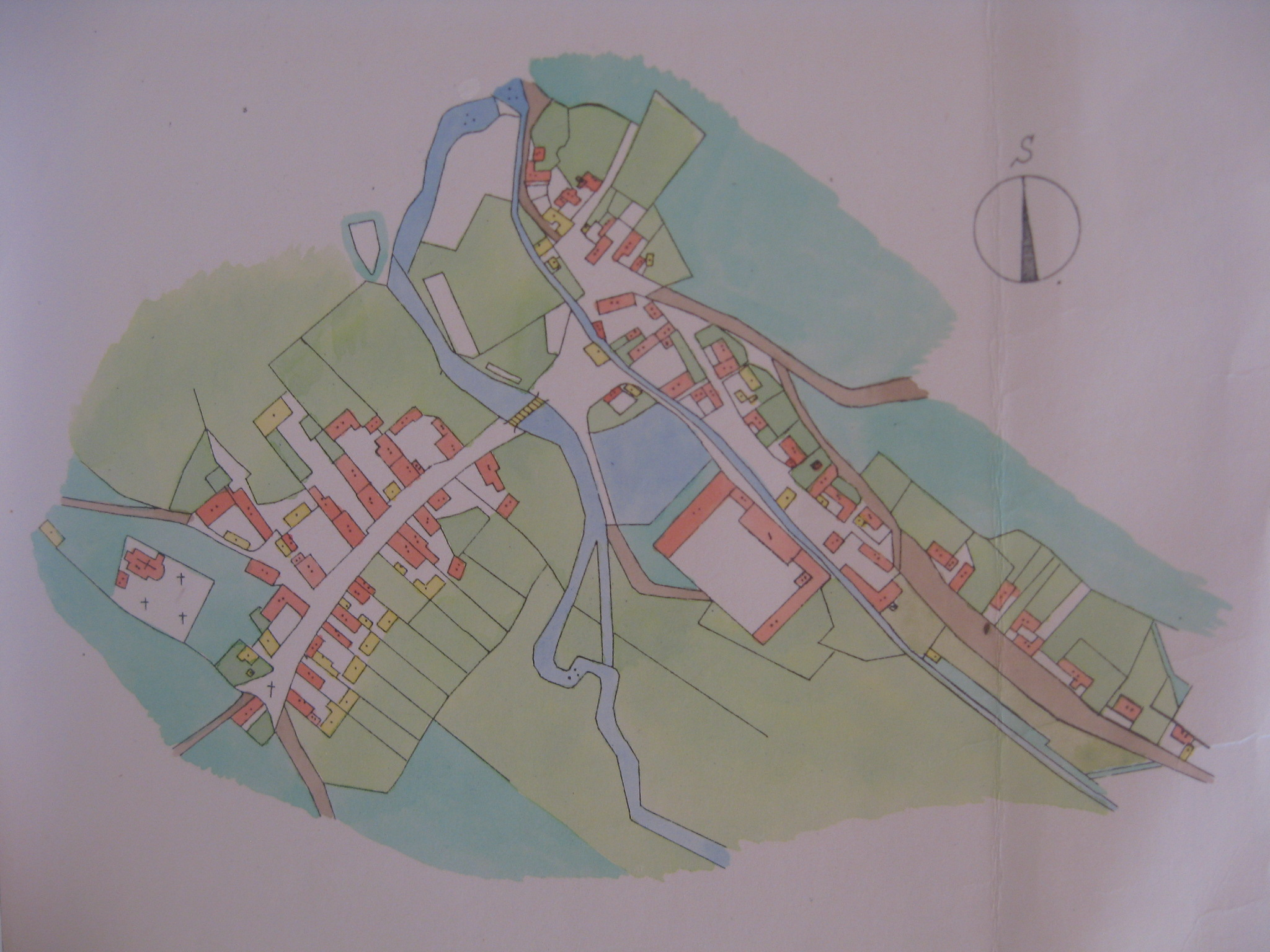
Minice v roce 1843 - podle plánu stabilního katastru

Na rozdíl od původního jádra vsi působí neuspořádaně. Domy zřejmě vznikaly postupně od severozápadu směrem k jihovýchodu. V polovině 19. století byl urbanistický vývoj vsi dokončen. Po druhé světové válce vesnice takřka zanikla. Mnoho usedlostí postihly demolice, architektonická hodnota porušené a zpustošené zástavby je minimální.

## Obyvatelstvo
Při sčítání lidu v roce 1921 zde žilo 235 obyvatel (z toho 117 mužů), z nichž bylo dvacet Čechoslováků, 213 Němců a dva cizinci. Kromě jednoho evangelíka se všichni hlásili k římskokatolické církvi. Podle sčítání lidu z roku 1930 měla vesnice 215 obyvatel: 36 Čechoslováků a 179 Němců. Všichni byli římskými katolíky.
|                                                                            | 1869 | 1880 | 1890 | 1900 | 1910 | 1921 | 1930 | 1950 | 1961 | 1970 | 1980 | 1991 | 2001 | 2011 |
| -------------------------------------------------------------------------- | ---- | ---- | ---- | ---- | ---- | ---- | ---- | ---- | ---- | ---- | ---- | ---- | ---- | ---- |
| Obyvatelé                                                                  | 259  | 233  | 240  | 253  | 230  | 235  | 215  | 100  | 127  | 90   | 33   | 16   | 17   | 11   |
| Domy                                                                       | 52   | 52   | 53   | 53   | 56   | 52   | 55   | 57   | .    | 25   | 11   | 22   | 22   | 22   |
| Počet domů z roku 1961 je zahrnut v celkovém počtu domů obce Velemyšleves. |      |      |      |      |      |      |      |      |      |      |      |      |      |      |

## Pamětihodnosti

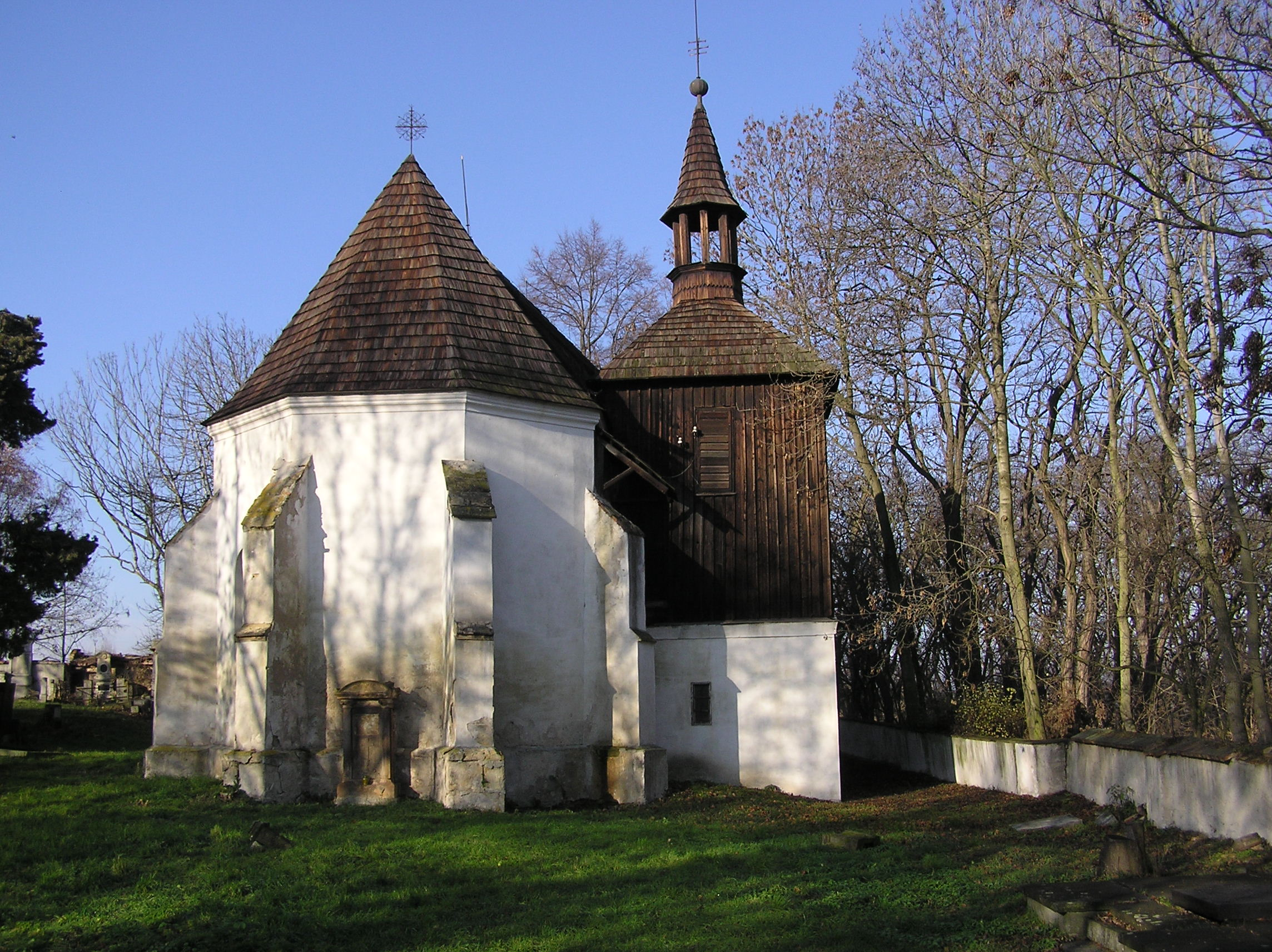
Kostel sv. Martina

Architektonickou památkou nadregionálního významu je kostel sv. Martina. Je to jednolodní stavba s obdélným, pětiboce ukončeným presbytářem s opěráky. Po severní straně je sakristie s dřevěnou zvonicí. Presbytář je sklenutý žebrovou klenbou s konzolami, loď je plochostropá. V interiéru jsou dva renesanční náhrobníky, zařízení bylo po roce 1989 částečně rozkradeno, částečně poničeno. Loď a presbytář kostela pocházejí zřejmě ze 14. století – v roce 1361 se kostel uvádí jako farní. Sakristie se zvonicí pocházejí pravděpodobně ze 16. století, tvar oken je z doby barokních úprav. Na jižní fasádě kostela je umístěn kříž datovaný rokem 1802.
Kvalitní barokní kamenickou prací je kříž s korpusem poblíž kostela, pocházející z roku 1742. Plastika Panny Marie na jeho soklu byla zničena.

## Přírodní zajímavosti
Jihovýchodně od obce směrem na Nehasice se na levém břehu Chomutovky nachází významný krajinný prvek Svahy Minice, registrovaný od roku 1997 a od roku 2012 vyhlášený jako součást přírodní památky Stráně nad Chomutovkou. Je důležitý proto, že zde rostou chráněné a ohrožené slanomilné rostliny: jitrocel přímořský brvitý, hlaváč fialový (Scabiosa columbaria), kozinec dánský, komonice zubatá, pcháč bezlodyžný, oman britský a další.

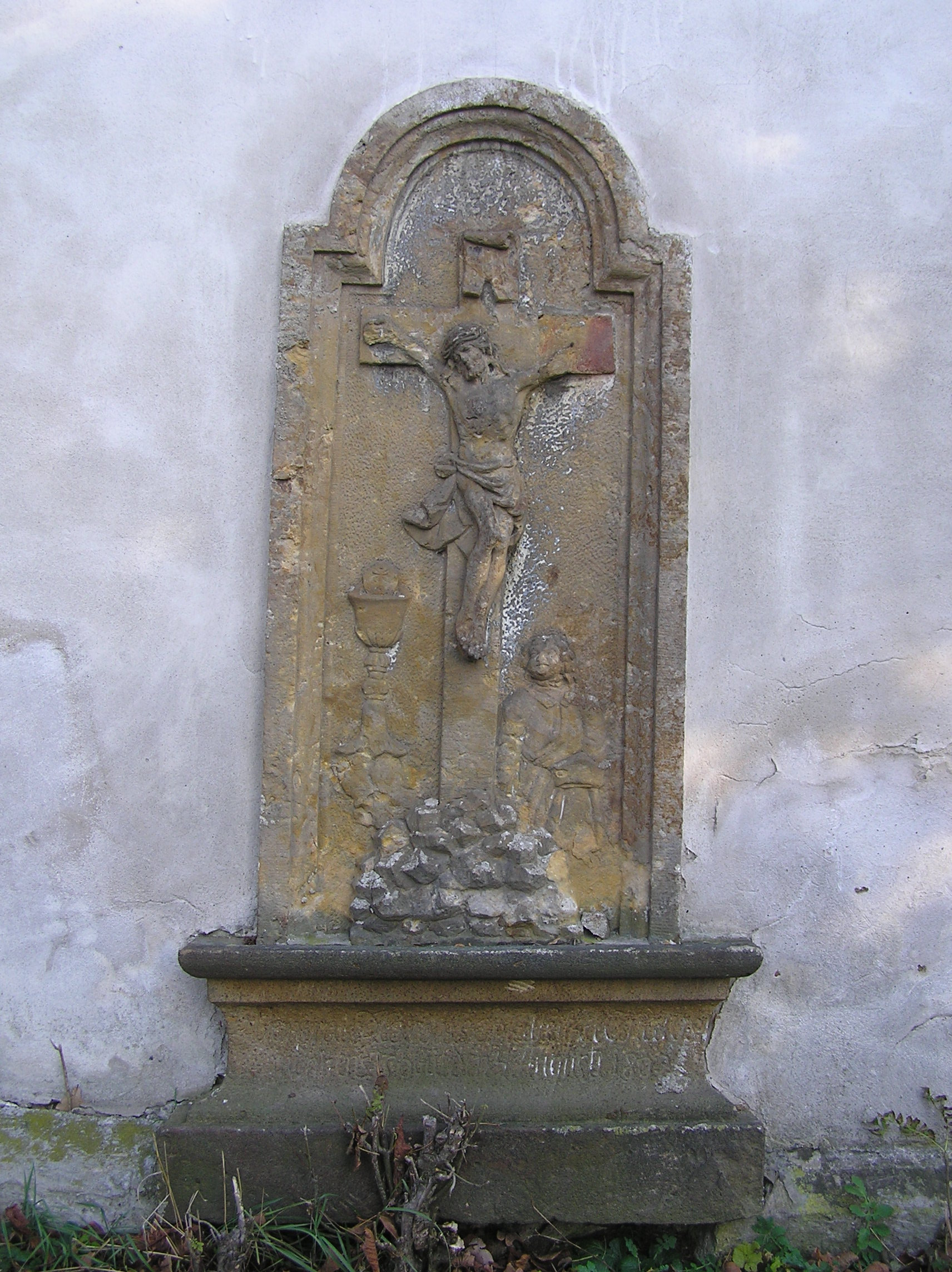
Plastika na jižní fasádě kostela
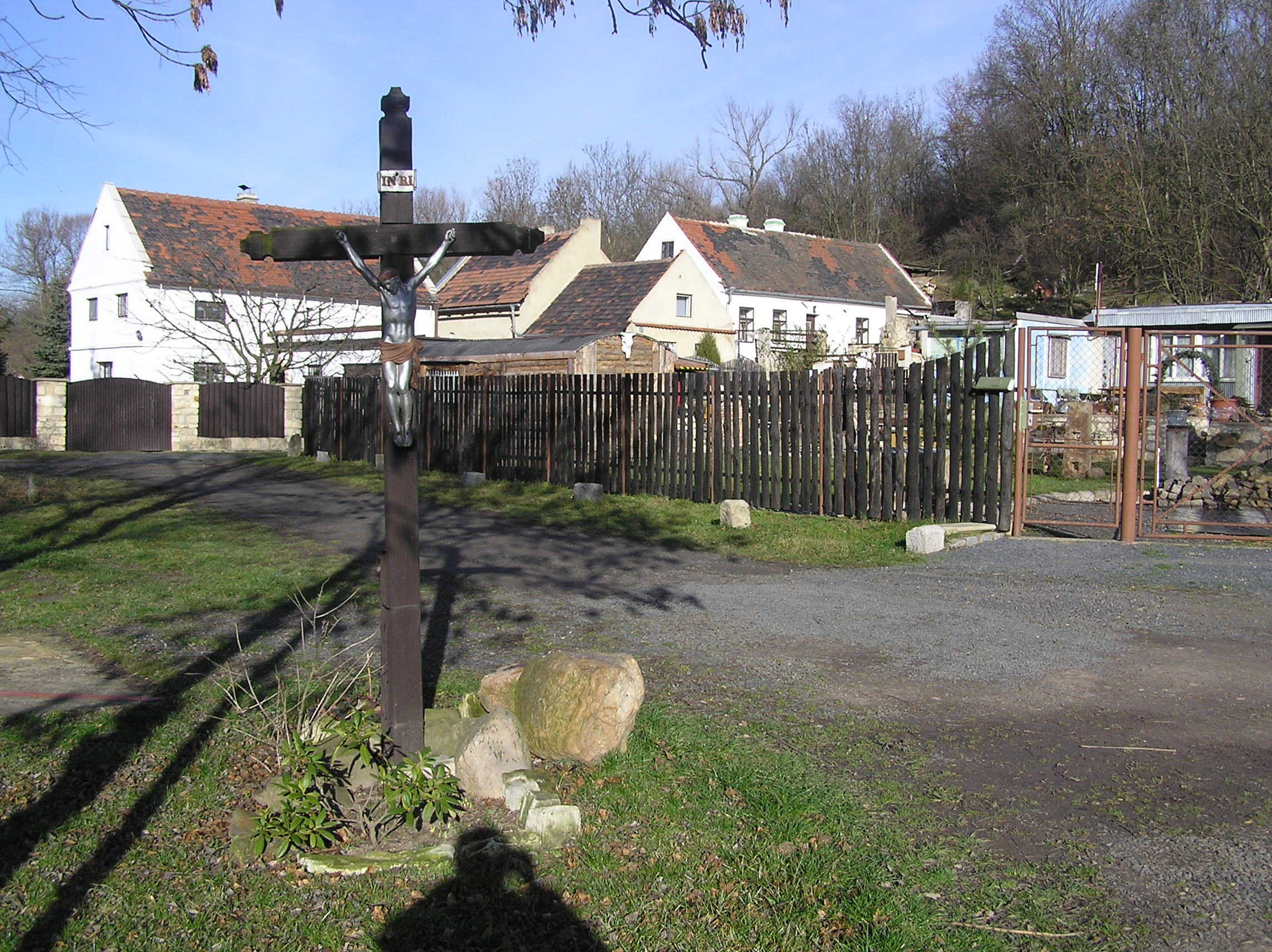
Statek ve vsi